# Congrogadus
Congrogadus là một chi cá vây tia, chi điển hình của phân họ Congrogadinae, họ Cá Đạm bì (Pseudochromidae). Chi Congrogadus có phân bố Ấn Độ Dương-Thái Bình Dương.

## Loài
Chi Congrogadus có các loài:
- Phân chi Congrogadoides
  - Congrogadus amplimaculatus (Winterbottom, 1980)
  - Congrogadus malayanus (Weber, 1909)
  - Congrogadus spinifer (Borodin, 1933)
- Phân chi Congradadus
  - Congrogadus hierichthys D.S. Jordan & R.E. Richardson, 1908
  - Congrogadus subducens (Richardson, 1843)
- Phân chi Pilbaraichthys
  - Congrogadus winterbottomi A.C. Gill, Mooi & Hutchins, 2000